# Alte Kirche St. Martin (Germering)

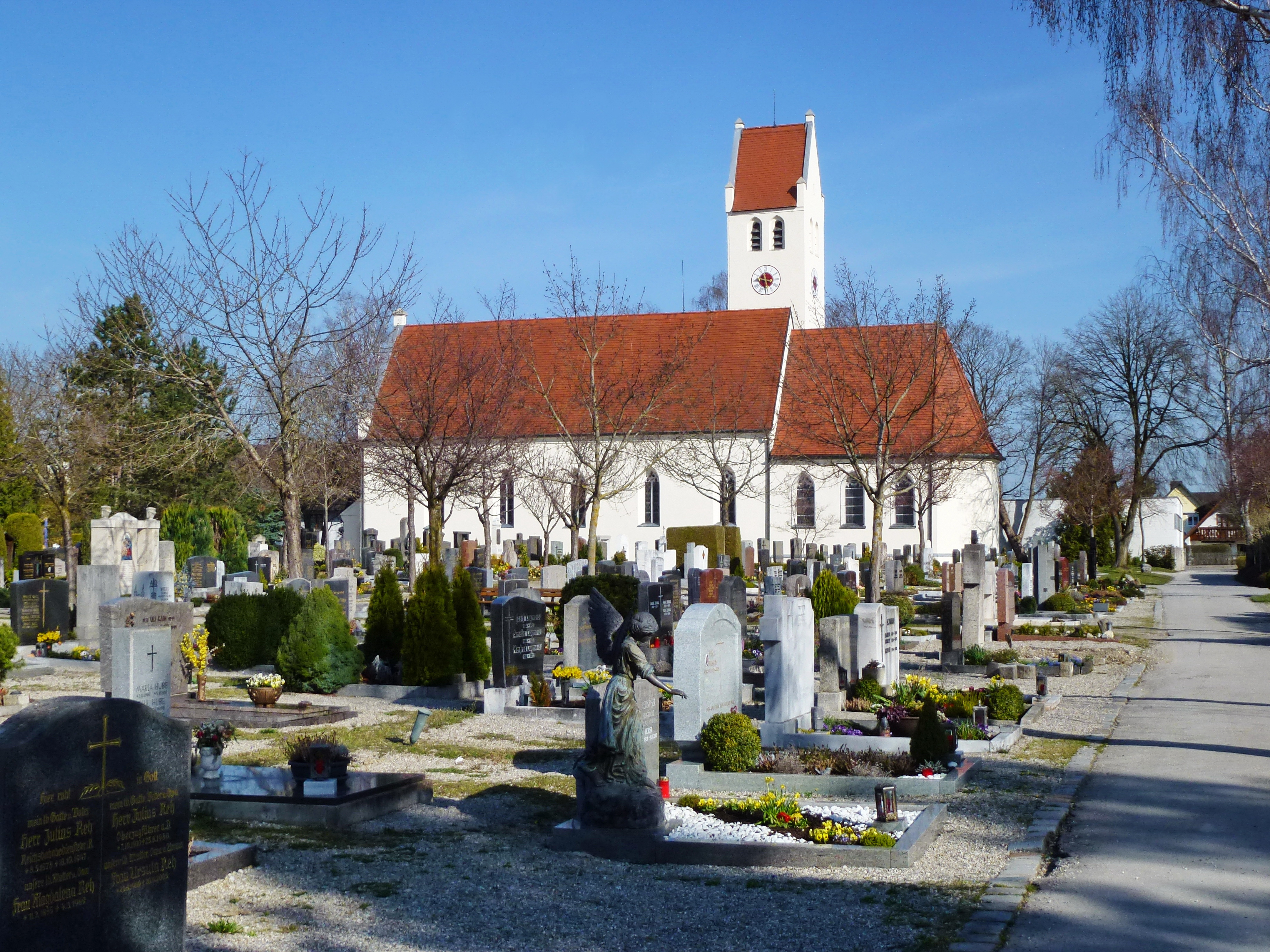
Kirche von Süden

St. Martin ist eine römisch-katholische Kirche in Germering. Sie wurde erstmals 1315 erwähnt und war bis 1967 Pfarrkirche der Gemeinde.

## Geschichte

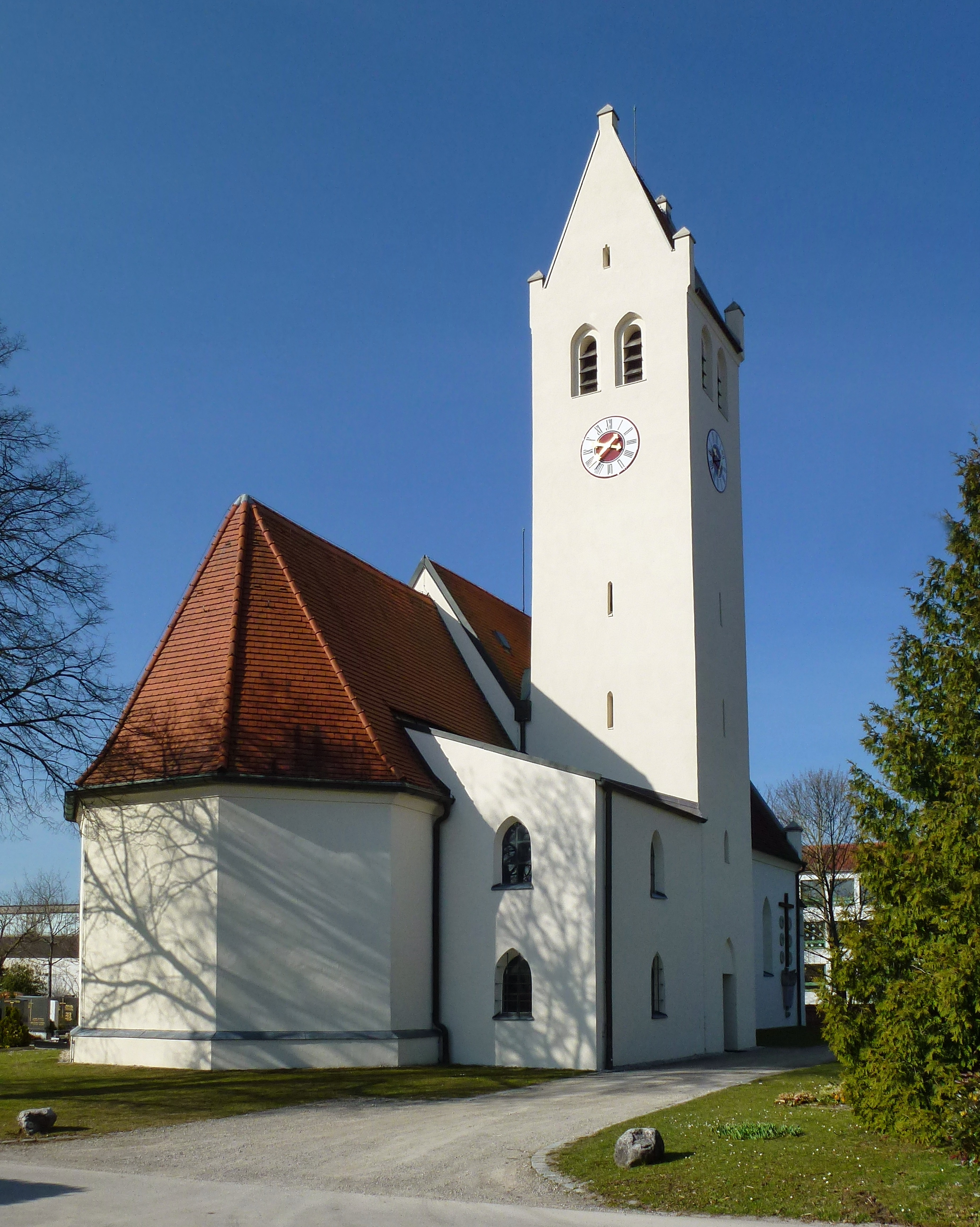
Kirche von Nordosten auf den Turm

Bereits aus dem 7. und 8. Jahrhundert sind Friedhofsfunde erhalten. Die ersten Grabfunde einer Kirche stammen aus der Zeit um 900. Eine Kirche wurde erstmals 1315 in der Konradinischen Matrikel erwähnt und um 1440 das bestehende Gebäude errichtet. Weitere Quellenbelege sind aus den Jahren 1524, 1550 und 1613 erhalten. Die Kirche wurde im 17. Jahrhundert verändert, im Jahr 1895 verlängert und regotisiert. Im Jahr 1898 wurden die heutigen Haupt- und Nebenaltäre von Josef Anton Müller aufgebaut. Ein neues Chorgestühl kostete 1900 über 6600 Mark.
Die Kirche war bis zur Einweihung der neuen Pfarrkirche St. Martin 1967 die Pfarrkirche der Gemeinde.
Im Jahr 1968 wurde die Kirche aufgrund von Baufälligkeit geschlossen, weshalb 1973 ein Förderverein zu ihrem Erhalt gegründet wurde. Nach notwendigen Sanierungsmaßnahmen konnte die Kirche im Dezember 1978 wieder eröffnet werden. In den 1990er Jahren verursachte der Holzwurm Probleme an der Dachkonstruktion, was durch eine erneute Sanierung behoben wurde. Seit dem Jahr 2006 wird die Kirche regelmäßig für Veranstaltungen und Gottesdienste genutzt. Im Jahr 2022 begannen Malerarbeiten.

## Architektur und Ausstattung

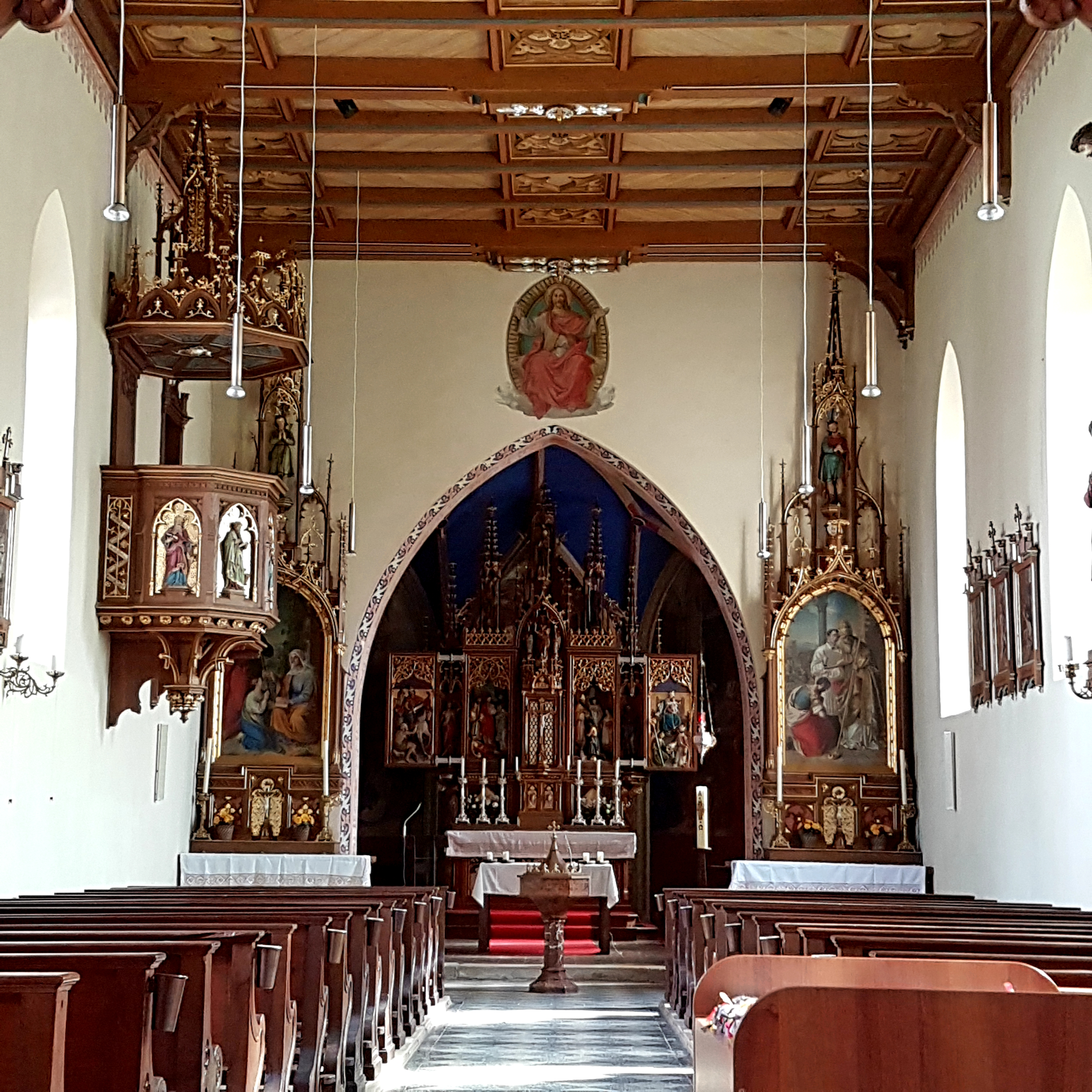
Blick zum Altar

Die Kirche ist ein Saalbau mit dreiseitig geschlossenem Chor, der nach Osten ausgerichtet ist. Hinter dem Chor befindet sich eine angebaute zweigeschossige Sakristei und an der Verbindungsstelle ein Nordturm mit Satteldach. Auf der linken Seite befindet sich eine hölzerne Kanzel sowie auf beiden Seiten des Chores Nebenaltäre.
Die Orgel wurde 1907 von Franz Borgias Maerz aus München erbaut.
Das heutige Geläute bildet ein vierstimmiges Salve Regina Motive in Schlagtonfolge d1 - fis1 - a1 - h1 aus neuen und historischen Glocken aus Euphon und Bronze.

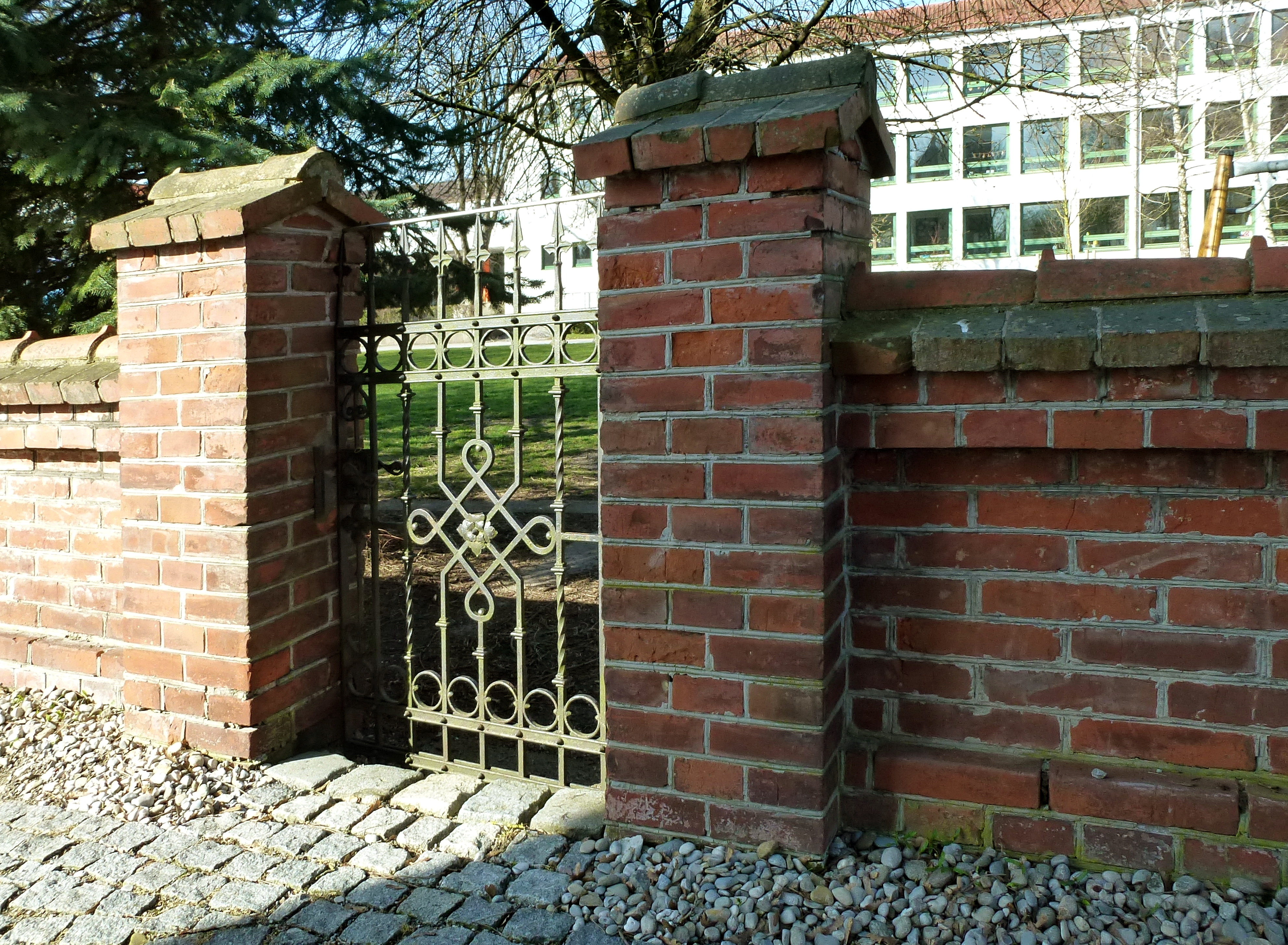
Friedshofstor nach Westen

Südlich und südöstlich der Kirche befindet sich ein großer Friedhof.